# Морачка нахија
Морачка нахија је у Старој Црној Гори сврставана у племена Морача, да би им Књажевина Црна Гора дала статус нахије. 

## Историјски подаци из 1895. године
Границе Морачка нахија лежи сјеверозападно од Васојевићке и граничи: са сјевера Никшићком нахијом и Херцеговином, са истока Старом Србијом и Васојевићком нахијом; са југа Васојевићком, Зетском и Брдском, а са запада Брдском и Никшићком.
Племена У овој су нахији племена: Доња Морача, Горња Морача, Ровци и Колашин, који чини засебни колашински округ.
Планине Највеће планине у овој нахији су: Сињавина, најпространија планина у Црној Гори, која се протеже од Дурмитора до извора Таре. У њој су најбоља овчија пасишта и највећи јој је вис Јабланов врх од 2168 метара. Бјеласица, Сомина планина и Лола.
Равнице У овој нахији је равница: Колашинска висораван. Има још омањих равница, али су врло мале па се не могу ни сврстати у равнице.
Воде Кроз ову нахију теку ове ријеке: Морача, која навире испод Јаворја планине; Тара, која навире испод Кома. Обије ове ријеке имају више притока. Језера су: Биоградско и Капетаново.
Путеви Ову нахију само коњанички путови спајају са другим. Најглавнији је од Колашина, који иде на Матешево, те је спаја с Андријевицом и Подгорицом.
Позната мјеста У овој нахији главно је мјесто Колашин, трговачка варош, која се налази на утоку ријеке Свињаче у Тару. Овдје се налази основна школа, црква, окружни суд, варошка управа, пошта и телеграф. [**]
У Доњој Морачи налази се манастир Морача, којега је сазидао Стеван Вукан Немања 1252. године. У њему се налази основна школа. Изнад манастира истиче извор, који са педесет метара висине пада у Морачу. Ово је најљепши водопад у Црној Гори. Око манастира било је много бојева с Турцима. Знатан је био бој 1877. године, у ком су Турци били страшно потучени. Горња Морача, знатна је, што је у њој била битка 1820. године с Турцима, гдје су непријатељи били потучени. Поље, село у Горњој Морачи с црквом и основном школом. Поља, у колашинском округу, гдје се налази црква и школа. Липово исто у колашинском округу, гдје је била битка 1872. године.
Поднебље У овој је нахији поднебље по планинама врло студено, а око ријеке Мораче топлије и блаже. Планине су обрасле: бором, јасеном, дубом и другим дрвећем. Домаће се животиње држи много, а од дивљачи има: срна, дивокоза, међеда, дивљих вепрова, вукова и другијех. Од воћа успијева јабука, шљива, орах и крушка. Сију се разни усјеви и поврћа.
Становништво Народ се у овој нахији занима највише сточарством и земљорадњом, а понешто и трговином. Као и по другијем некијем нахијама тако и у овој људи живе неуређено, премда имају добре услове за живљење. Кад би ова нахија имала добре занатлије, а особито дрвођеље, народ би се много користио, пошто има изобиља шуме.